# Єлець Федір
Фе́дір Єле́ць — шляхтич з роду Єльців, урядник Речі Посполитої. Син Дмитра Єльця, київського земського писаря.
1625 року київський хорунжий Федір Єлець був призначений «королем Його Милістю і Річчю Посполитою» одним із комісарів «для приведення до належного стану Війська Запорозького і оголошення йому королівської волі» при укладенні Куруківського договору.
Якийсь час також мав уряд київського підвоєводи за Томаша Замойського.